# Alsunga
Alsunga anciennement Alsvanga (en allemand Alswangen) est une petite ville dans la Kurzeme en Lettonie qui se situe à 185 km de Riga. Jusqu'à la réforme territoriale du 2009, la commune faisait partie du district de Kuldiga (Kuldigas rajons). Aujourd'hui, c'est le centre administratif du novads d'Alsungas. Alsunga est le centre historique de la petite communauté catholique prénommée Suiti. L’affluent de l'Užava, la Kauliņa, traverse la localité. Non loin passe l'autoroute P119 (Kuldīga—Alsunga—Jūrkalne). Le tronçon de la ligne du chemin de fer Liepāja—Ventspils qui desservait jadis la ville a été fermé en 1996.
Le 23 février 2007, un dramatique incendie s'est déroulé au centre pour handicapés mentaux Reģi installé dans un vieux manoir. Il y a eu 26 morts et 66 survivants. Cet incendie est le plus meurtrier de la Lettonie indépendante.

## Galerie

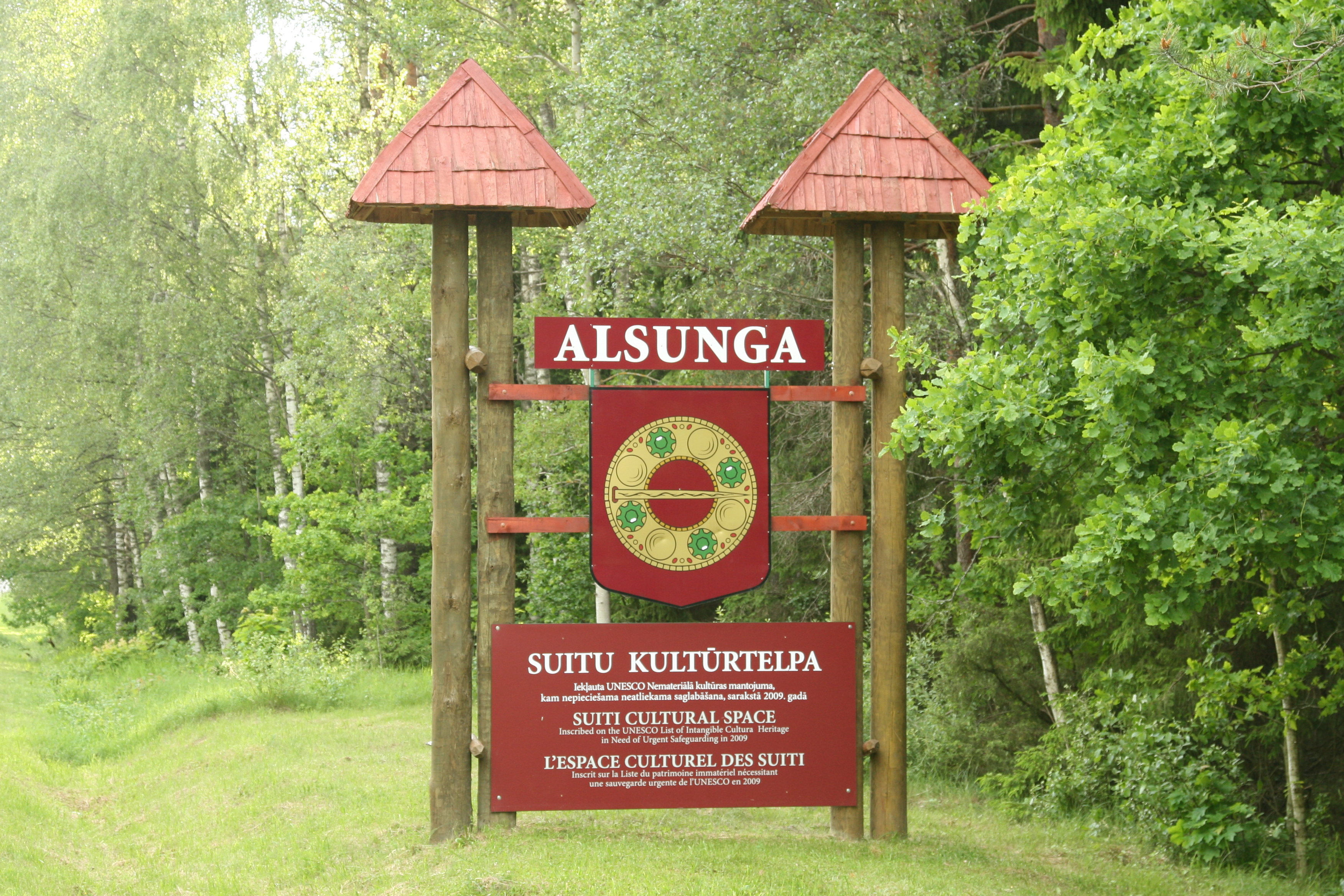
Signe de la ville d'Alsunga
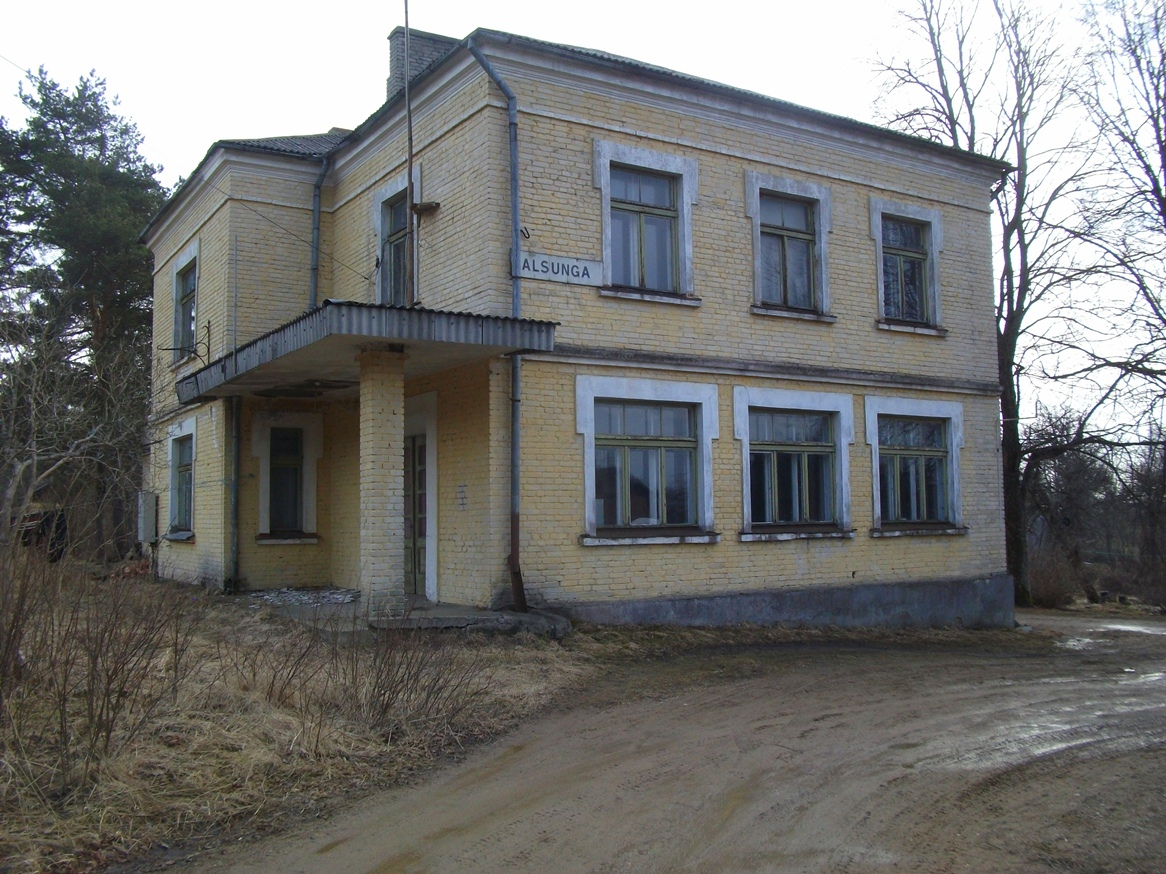
Gare ferroviaire d'Alsunga.
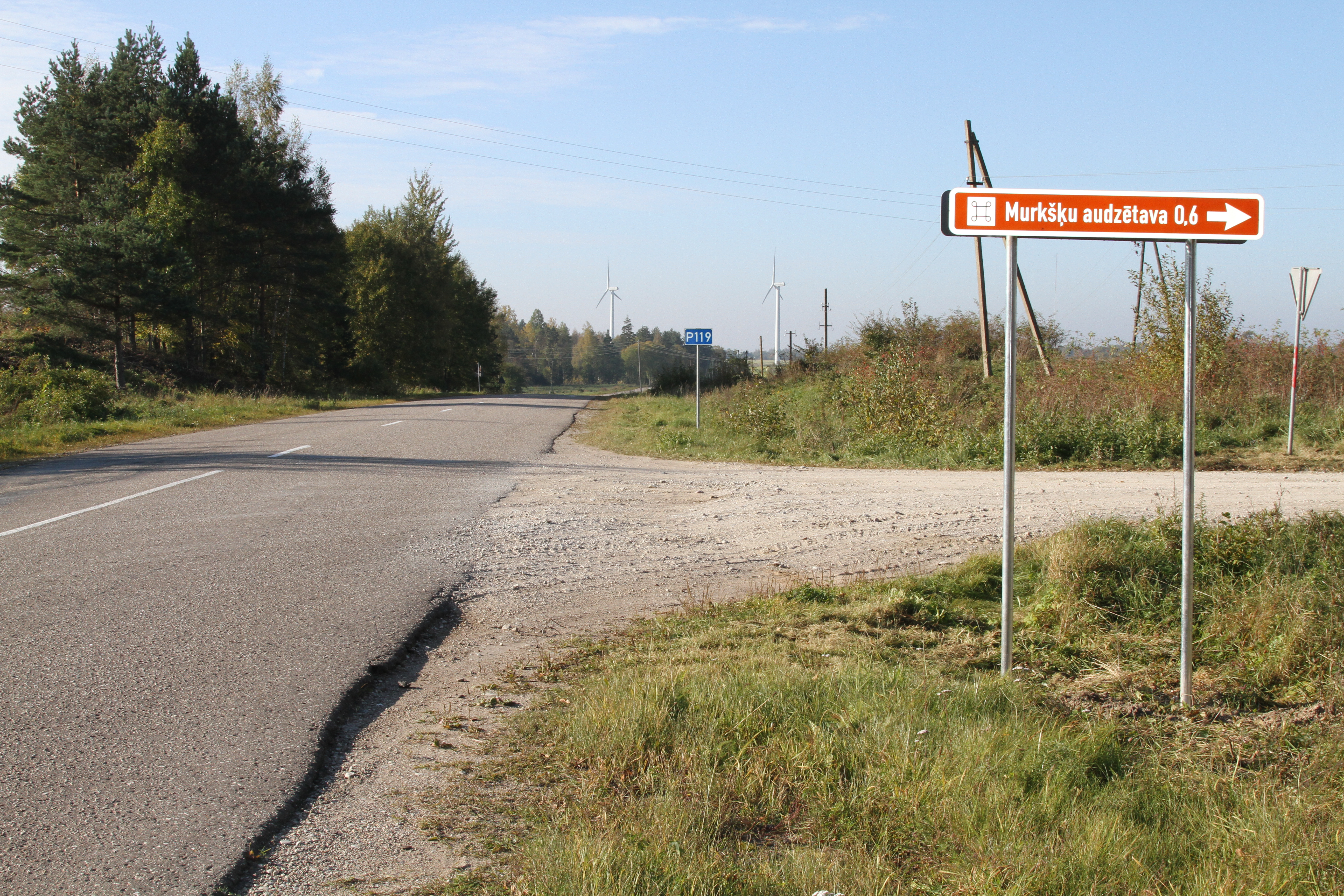
Les éoliennes le long de l'autoroute P119.
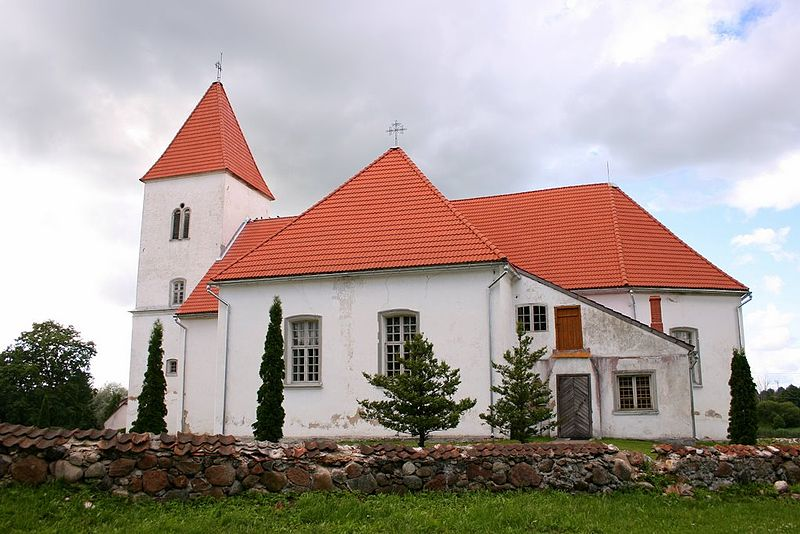
Église catholique romaine d'Alsunga.